# 宗簿寺
宗簿寺（ジョンブシ）は、李氏朝鮮において璿源譜牒に関する業務を行う官衙。正一品衙門。

## 業務
朝鮮時代王室の族譜である璿源譜牒を編集、記録して王室の誤りを調査する。

## 沿革
高麗時代から存在し、1864年（高宗元年）に宗親府に統合された。

## 構成
| 品階              | 官職   | 定員 | 備考 |
| ----------------- | ------ | ---- | ---- |
| 正1品             | 都提調 | 2名  |      |
| 従1品,正2品,従2品 | 提調   | 2名  |      |
| 正3品             | 正     | 1名  |      |
| 従4品             | 僉正   | 1名  |      |
| 従6品             | 主簿   | 1名  |      |
| 従7品             | 直長   | 1名  |      |